# برزیلوندیا
برزیلوندیا (به پرتغالی: Brasilândia) یک منطقهٔ مسکونی در برزیل است که در ماتوگروسو جنوبی واقع شده‌است. برزیلوندیا ۵٬۸۰۷ کیلومتر مربع مساحت و ۱۱٬۸۵۳ نفر جمعیت دارد.